# Zentralisator
Der Zentralisator ist ein Begriff aus dem mathematischen Teilgebiet der Gruppentheorie. Der Zentralisator {\displaystyle Z_{G}(x)} eines Elementes {\displaystyle x} einer Gruppe {\displaystyle G} ist die aus allen mit {\displaystyle x} kommutierenden Gruppenelementen bestehende Menge:
{\displaystyle Z_{G}(x):=\{g\in G\mid gx=xg\}}
Allgemeiner definiert man als Zentralisator {\displaystyle Z_{G}(U)} einer Teilmenge {\displaystyle U} einer Gruppe {\displaystyle G} die Menge
{\displaystyle Z_{G}(U):=\{g\in G\mid gu=ug\ \mathrm {f{\ddot {u}}r\ alle} \ u\in U\}}
oder äquivalent dazu die Schnittmenge der Zentralisatoren der einzelnen Elemente aus {\displaystyle U}
{\displaystyle Z_{G}(U):=\bigcap _{x\in U}Z_{G}(x).}

## Eigenschaften
Der Zentralisator eines Gruppenelementes oder einer Teilmenge bildet eine Untergruppe der Gruppe. Insbesondere ist das neutrale Element einer Gruppe in den Zentralisatoren jedes Gruppenelementes und jeder Teilmenge enthalten, da es mit allen Gruppenelementen kommutiert. Der Zentralisator des neutralen Elements einer Gruppe ist die Gruppe selbst.
Für alle Elemente {\displaystyle x} einer Gruppe {\displaystyle G} gilt {\displaystyle Z_{G}(x^{-1})=Z_{G}(x)}. Für alle Elemente {\displaystyle x} einer Gruppe {\displaystyle G} und alle natürlichen Zahlen {\displaystyle n} gilt {\displaystyle x^{n}\in Z_{G}(x)} und {\displaystyle (x^{-1})^{n}\in Z_{G}(x)}. Somit ist für jedes Element {\displaystyle x} einer Gruppe {\displaystyle G} die von {\displaystyle x} erzeugte zyklische Untergruppe {\displaystyle \langle x\rangle } auch Untergruppe des Zentralisators {\displaystyle Z_{G}(x)} von {\displaystyle x}. Für alle Elemente {\displaystyle x} einer Untergruppe {\displaystyle H} einer Gruppe {\displaystyle G} gilt {\displaystyle Z_{H}(x)=Z_{G}(x)\cap H}.

## Konjugation
Jede Gruppe operiert auf sich selbst durch Konjugation. Der Zentralisator eines Elementes ist dann gerade der Stabilisator bezüglich dieser Gruppenoperation, d. h., der Zentralisator {\displaystyle Z_{G}(x)} eines Elementes {\displaystyle x} einer Gruppe {\displaystyle G} ist die Menge aller Gruppenelemente, die {\displaystyle x} unter Konjugation unverändert lassen:
{\displaystyle Z_{G}(x)=\{g\in G\mid x=gxg^{-1}\}}.
Daraus folgt, dass die Anzahl der Elemente, die zu {\displaystyle x} konjugiert sind, das heißt die Mächtigkeit der Konjugationsklasse von {\displaystyle x}, gleich dem Index {\displaystyle [G:Z_{G}(x)]} des Zentralisators von {\displaystyle x} ist. Im Falle einer endlichen Gruppe ist also die Anzahl dieser konjugierten Elemente stets ein Teiler der Gruppenordnung {\displaystyle |G|}. Ist bei einer endlichen Gruppe {\displaystyle x_{1},x_{2},\dotsc ,x_{n}} ein Repräsentantensystem aller Konjugationsklassen von {\displaystyle G}, dann gilt:
{\displaystyle |G|=\sum _{j=1}^{n}[G:Z_{G}(x_{j})]}

## Zentrum
Für eine abelsche Gruppe {\displaystyle G} sind die Zentralisatoren aller Gruppenelemente und aller Teilmengen gleich der ganzen Gruppe {\displaystyle G}. Umgekehrt ist der Zentralisator {\displaystyle Z_{G}(G)} einer beliebigen Gruppe {\displaystyle G} (die Menge der mit allen Gruppenelementen kommutierenden Gruppenelemente) immer ein abelscher Normalteiler der Gruppe. Der Zentralisator {\displaystyle Z_{G}(G)} wird als das Zentrum {\displaystyle Z(G)} der Gruppe bezeichnet. Eine Gruppe {\displaystyle G} ist genau dann abelsch, wenn sie gleich ihrem Zentrum ist.
Ein Gruppenelement ist genau dann im Zentrum der Gruppe enthalten, wenn sein Zentralisator gleich der ganzen Gruppe ist. Eine Teilmenge {\displaystyle S} ist genau dann in {\displaystyle Z_{G}(S)} enthalten, wenn ihre Elemente paarweise kommutieren. Der Zentralisator einer Teilmenge {\displaystyle S} paarweise kommutierender Elemente einer Gruppe {\displaystyle G} ist die größte Untergruppe von {\displaystyle G}, deren Zentrum {\displaystyle S} enthält.

## Normalisator
Eng verwandt mit dem Begriff des Zentralisators ist der Begriff des Normalisators. In diesem Fall operiert die Gruppe auf der Menge ihrer Untergruppen durch Konjugation. Der Zentralisator ist ein Normalteiler im jeweiligen Normalisator.